# 중국우주기술연구원
중국우주기술연구원(China Academy of Space Technology, CAST)은 우주 로켓을 개발하는 중국의 국립 연구소이다.

## 역사
1968년 2월 20일 설립되었다. 본부는 베이징 하이뎬구에 있다.
인공위성, 우주로켓 등 우주 관련 제품들을 개발, 생산한다.
중국항공우주과학기술그룹(China Aerospace Science and Technology Corporation, CASC)의 산하기관이다. CASC는 전세계에 조직이 있으며, 2014년 현재 종업원수가 174,000명이다. 반면에 CAST는 중국 내부에 있는 공장으로 종업원수가 1만명이다. 즉, CAST는 한국의 한국항공우주연구원(Korea Aerospace Research Institute, KARI)과 비슷한 기관이다. KARI의 종업원수는 27,000명이다.